# Blakea pichinchensis
Blakea pichinchensis es una especie de planta fanerógama perteneciente a la familia  Melastomataceae. Se encuentra en  Ecuador.  Su hábitat natural son las montañas húmedas subtropicales o tropicales.

## Distribución y hábitat
Es un arbusto nativo de los Andes ecuatorianos. Conocido solamente el descubrimiento original, hecho en Santa Ana, a lo largo de la carretera Chiriboga–Santo Domingo, en la provincia de Pichincha. No se conoce su existencia en las áreas protegidas de Ecuador.

## Taxonomía
Blakea pichinchensis fue descrita por Wurdack y publicado en Phytologia 43(4): 346. 1979.